# NEPOMUK
NEPOMUK(Networked Environment for Personal, Ontology-based Management of Unified Knowledge)는 RDF 형식으로 저장된 시맨틱 메타데이터를 사용하여 다양한 데스크톱 애플리케이션의 데이터를 풍부하게 하고 상호 연결하는 소셜 시맨틱 데스크톱 개발과 관련된 오픈 소스 소프트웨어 사양이다. 2006년부터 2008년까지 산업계와 학계 관계자들이 함께 다양한 시맨틱 데스크톱 기술을 개발하기 위해 함께 노력한 동명의 유럽 연합 연구 프로젝트의 지원을 받았다.

## 구현
NEPOMUK는 C++/KDE 기반, 자바 기반, 그리고 상용 버전, 이렇게 세 가지 구현이 활발하게 진행되고 있다. 2006년부터 2008년까지 EU 프로젝트 기간 동안 더 많은 버전이 개발되었으며, 일부는 프로젝트 종료 후에도 활발하게 운영되고 있다.